# Бонгард, Густав Петрович
Гу́став Петро́вич (Ге́нрих Гу́став) Бо́нгард (нем. August Gustav Heinrich von Bongard; 1786, Бонн, Германия — 25 августа (6 сентября) 1839, Санкт-Петербург, Российская империя) — российский ботаник немецкого происхождения, хирург, профессор, ординарный академик Петербургской академии наук (1835); статский советник.

## Путь в науке
Родился 12 сентября 1786 года в Бонне в семье чиновника. Учился в Медико-хирургической (Иозефинской) академии в Вене, из которой выпущен в 1810 году со степенью доктора медицины и хирургии. В 1812 году опубликовал брошюру «Niederlegung der neuesten von D. Bernard ausgestellten Heilart der Lustkrankheit», посвящённую вопросам медицины. Как врач князя Барятинского в мае 1817 года защитил диссертацию на степень доктора медицины в Марбурге.
В 1819 году был утверждён в степени доктора медицины Санкт-Петербургской медико-хирургической академией и получил возможность заниматься медицинской практикой в Российской империи.
Посвящён в масонство в конце 1819 — начале 1820 гг. в московской ложе «Александра тройственного благословения», работавшей по ИШУ.

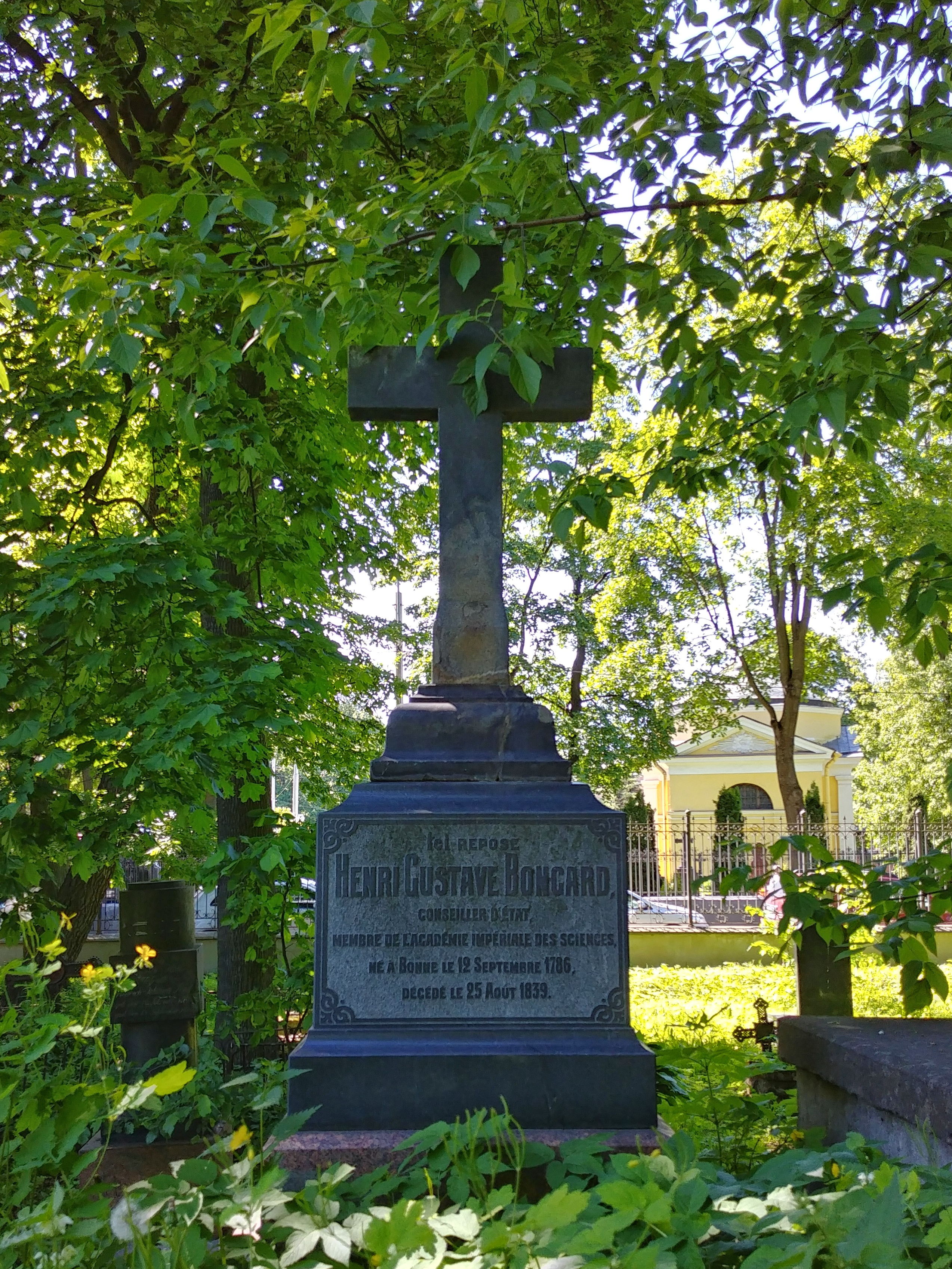
Могила Густава Петровича Бонгарда на Смоленском лютеранском кладбище в Санкт-Петербурге

С 1823 года — ординарный профессор ботаники Императорского Санкт-Петербургского университета, читал лекции на латинском языке. В 1823—1833 годах — старший врач при Доме призрения убогих Императорского Человеколюбивого общества, в 1825—1831 годах — штатный врач при Воспитательном доме бедных детей Императорского Человеколюбивого общества.
Действительный член Московского общества испытателей природы с 1820 года и физико-медицинского общества при Московском университете с 1821 года.
Благодаря инициативе Бонгарда в 1823 году при Академии был устроен Ботанический музей.
В 1826 году награждён орденом Святого Владимира 4-й степени; в 1832 году получил бриллиантовый перстень; в 1835 году произведён в чин статского советника.
В 1830 году был избран в члены-корреспонденты Академии наук, а в 1835 году — в академики.
Умер 25 августа (6 сентября) 1839 года в Санкт-Петербурге и был похоронен на Смоленском евангелическом кладбище вместе с детьми: Евгением Бонгардом и Адельей (Аделаидой) де Клемм (1821—1866).
Почти все его работы относятся к описаниям коллекций растений, собранных в Бразилии Мертенсом и Постельсом и в бывших русско-североамериканских владениях.
Труды свои Бонгард печатал в изданиях Академии наук Mémoires и Bulletin scientifique 1830-х.
Подписывался как H. G. Bongard, или H.-G. Bongard, или M. (Monsieur) Bongard.

## Родырастений, описанные Бонгардом
- Andromeda mertensiana Bong
- Boschniakia C.A.Mey. ex Bong.
- Cladothamnus pyroliflorum Bong.
- Lithobium Bong.
- Luetkea Bong.
- Petrobium Bong.
- Philocrena Bong.
- Poteranthera Bong.

## Названы в честь Бонгарда
Род растений
- Bongardia C. A. Mey. — Бонгардия

Виды
- Alsophila bongardiana Mett.; Baker
- Anila bongardiana  Kuntze
- Bauhinia bongardii Steud.
- Caragana bongardiana (Fisch. et C.A.Mey.) Pojark.
- Carex bongardiana C.A.Mey.
- Carex bongardii Boott
- Cyathea bongardiana Domin
- Dupatya bongardii Kuntze
- Epilobium bongardii Hausskn.
- Eriocaulon bongardii A.St.-Hil.
- Erythroxylum bongardianum C.A.Mey. ex Peyr.
- Indigofera bongardiana (Kuntze) Burkart
- Lacis bongardii Tul.
- Paepalanthus bongardii Kunth
- Pauletia bongardii (Steud.) A.Schmitz
- Pellaea bongardiana Baker
- Ranunculus bongardii Greene
- Saxifraga bongardii Presl ex Engl.
- Trisetum bongardii Louis-Marie

## Печатные труды
- Essai monographique sur les espèces d’Eriocaulon du Brésil = [Монографический очерк о виде Эриокаулон Бразильский] / par m. Bongard // Mémoires de l’Académie Impériale des Sciences de Saint-Pétersbourg. Ser. 6. — Saint-Pétersbourg, 1831. — T. 1, № 6. — C. 601—-655 + Tab. 1—10.
- Essai monographique sur les espèces d’Eriocaulon du Brésil. [2] = [Монографический очерк о виде Эуриокаулон Бразильский]. [2] // Mémoires de l’Académie Impériale des Sciences de Saint-Pétersbourg. Ser. 6. — Saint-Pétersbourg, 1832. — T. 2, № 3. — C. 219—237, табл. XI—XIX.
- Observations sur la végétation de l’île de Sitcha = [Наблюдения за растительностью острова Ситка] / par m. Bongard // Mémoires de l’Académie Impériale des Sciences de Saint-Pétersbourg. Ser. 6. — Saint-Pétersbourg, 1832. — T. 2, № 2. — C. 119—177 + 6 Tab.
- Mémoire sur la végétation de îles de Bonin-Sima = [Растительность острова Бонин-Сима] / par m. Bongard // Bulletin scientifique publié par l’Académie Impériale des Sciences de Saint-Pétersbourg. — St.-Pétersbourg, 1837. — T. 2, № 24. — Стб. 369—372.
- Descriptiones plantarum novarum (СПб., 1839) (лат.)
- Bongard H. G. Esquisse historique des travaux sur la botanique entrepris en Russie depuis Pierre-le-Grand jusqu'à nos jours, et de la part que l'Académie a eue aux progrès de cette science (фр.) // Recueil des actes de la séance publique de l'Académie impériale des sciences de St.-Petersbourg, tenue le 29 Décembre 1833. — Spb., 1834.
- Verzeichniß der im Jahre 1838 am Saisang-Nor und am Irtysch gesammelten Pflanzen, 1841 (нем.) (совместно с К. А. Мейером)